# علي محمد العنسي
القاضي العلامة علي بن محمد بن احمد بن صالح بن يحيى العنسي قاضٍ، عالم دين وشاعر يمني، تتلمذ على يده الأمير الصنعانيو غيره، وكان له من الاشعار ما هو عمودي غير ان الشعر الحميني والغنائي الصنعاني هو الأكثر شهره الذي لا زال كبار الفنانيين يتغنوا به مثل كلمات أغنية يا احبة ربى صنعاء واغنية وا مغرد بوادي الدور.

## نسبه
هو علي بن محمد بن احمد بن صالح بن يحيى بن محمد بن يحيى بن محمد بن قاسم بن إبراهيم بن مسعود بن عمرو بن علي بن أسعد بن علي العنسي.

### أقاربه
- القاضي محمد بن احمد العنسي[4] (أب)
- القاضي جعفر بن محمد العنسي[4] (أخ)
- القاضي حسين بن محمد العنسي[4] (أخ)
- القاضي إبراهيم بن محمد العنسي[4] (أخ)
- القاضي العلامة احمد بن صالح العنسي (جده)

## ولادته وسيرته
نشأته بمدينة صنعاء، وقرأ على علمائها، وتولى القضاء في العدين، في أيام المهدي صاحب المواهب، وأيام المتوكل القاسم بن الحسين، كما تولى في وصاب والحيمة وكاتب كبار أدباء عصره، وله أخبار كثيرة وإنتاج ادبي غزير، وجمع معظم شعره ورسائله البليغة العلامة الحافظ عبد القادر بن أحمد الكوكباني.
كان من أدباء القرن الثاني عشر هجري الموافق للقرن الثامن عشر ميلادي، اتصل بالأدباء وكاتبهم وعمل في ناحية (مديرية) العدين مدة من الزمن ثم تقلد القضاء بوصاب، فكان ينكر على عاملها (حاكمها)شدة ظلمه حتى دبر عليه حيلة وعزله عن القضاء وسجنه ثم تحقق الامام عدم صحة ما نسب اليه فعفا عنه وولاه ناحية الحيمة، وكان فيه حدة فإذا ضاق من كثرة الخصومات من حوله صعد إلى جبال لا يقدر أحد على صعودها ويصحب معه إناء للماء وكتاب مطالعة ودواة وقرطاس.
وذُكر في كتاب نفحات العنبر وقيل: هو امام العلم والادب وخاتمة المجيدين في الشعر والتسابق في مضمار البلاغة والمتصرف في فنون الابداع والاتي من معجز النظم بما يأته غيره من المتقنيين، والمتفرد بحسن السبك وانسجام اللفظ ولطافة المعاني وسلوك اللطافة التي تسحر الألباب، وهو من بيت لم يزل في أهله العلم والفضل، وكان والده وإخوته من نبلاء الزمان، وفضلاء الاعيان، ولهم اشتغال بالعلوم وتعلق بالرئاسات ومباشرة الوظائف الدولية كالقضاء والكتابة ونحوهما، نشأ صاحب الترجمة بصنعاء وحقق علوم العربية والفقة والاصولين والمنطق، وقرأ على القاضي علي البرطي وعلى العلامة صلاح بن الحسين الاخفش، وعلى المولى زيد بن محمد بن الحسن وكان والده وإخوته من اعيان وقضاة عصرهم، ولهم اشتغال بالعلوم وتعلق بالرئاسات ومباشرة الوظائف الدولية كالقضاء والكتابة ونحوهما، نشأ القاضي علي بصنعاء وحقق علوم العربية والفقة والاصولين والمنطق، وقرأ على القاضي علي البرطي وعلى العلامة صلاح بن الحسين الاخفش، وعلى المولى زيد بن محمد بن الحسن ويستمر صاحب الكتاب إبراهيم بن عبد الله في سرد سيرة العلم فيقول: ولم يزل يقرأ في العلوم حتى أتقنها ومهر في فن الادب ففاق فيه من أهل زمانه وأقر له أدباء زمانه بالفضل والإجادة في النظم وحسن التفنن ولطف المسلك، ولقد أطلع صاحب الكتاب على كتاب بخط المولى عبد الله بن علي الوزير فعله إلى بعض الفضلاء وصدر فيه بمرثاة من شعره وذكر فيه ما لفظه: وما أشكل عليك من معاني هذه المرثاة الصادرة فارجع فيه على القاضي علي بن محمد العنسي فهو أدرى بشعري مني وإن يكن فعل في هذا النمط استكتبته انتهى كلامه. وقال أيضا في كتابه نشر العبير عند ذكره لمن أخذ عن القاضي علي البرطي فقال ما لفظه: ومنهم بل من أجلهم القاضي العلامة المتصرف جمال الدين علي بن محمد العنسي أخذ عنه وهو غصن من شجرة علماء الزيدية أقبل على العلوم فحاز منها النصيب الاعلى وضرب فيها بالقدح المعلى وهو الان هامة في أبناء العلماء القادة قد سمع معظم الفنون وهو إلى زيادة، ودارت بيني وبينه مكاتبات. وذكر الكتاب: ان الشيخ الوجيه عبد القادر بن احمد جمع عنه ديوان رتبه على حروف المعجم وجمع فيه كثيراً من رسائله البليغة وأضاف إلى ذلك شعره الملحون المسمى بالحميني وكان أيضًَا مجيدا فيه حتى في الملحون بلغة أهل تهامة، ولبث القاضي علي بالعدين مدة طويلة عند والده وكان والده بها متعلقاً ببعض الأعمال ثم قلد صاحب الترجمة أيضاً بها القضاء في أيام صاحب المواهب وفي أيام المتوكل القاسم بن الحسين وكتب القاضي علي من العدين إلى أخيه القاضي حسين بن محمد العنسي معاتبا له على تركه للمكاتبه.

## مدرسوه
- القاضي علي البرطي[6]
- العلامة صلاح بن الحسين الاخفش[6]
- المولى زيد بن محمد بن الحسن[6]

## تلاميذه
- الامير الصنعاني (محمد بن إسماعيل الصنعاني)[3]

## أشهر أشعاره الغنائية
من أشهر قصائده وامغرد بوادي الدور التي غناها جملة من كبار الفن اليمني والعربي

### وامغرد بوادي الدور منها[7][8]
ومنها ما قال اضحى يتغنى به إلى حد الآن:

## من أشعاره
وكان بينه وبين العلامة عبد الله بن علي الوزير مراسلة في الشعر، ومنها هذين البيتين:

## دواوينه
- المجموع النفيس من شعر القاضي العلامة علي بن محمد العنسي.[9]
- كتاب كاس المحتسي للقاضي العنسي[4]
- ديوان وادي الدور[10]
- الروض الأقحواني في الشعير الزهواني.[11]

## عناوين قصائده[12]
- واسيد أنا لك من الخدام
- الدهر بالقرب قد أسفر
- وامغرد بوادي الدور من فوق الأغصان
- نسيم أنا قد عرفتك بالشذا والشميم
- شابوك أنا وامرفاق بكره
- حبيب شا خالِف العذال
- ممشوق القوام
- واراعى امفل رد الرأس إليا وراع
- ما وقفتك بين الكثيب والبان
- ألا جس نبض الوتر يا سمير
- قالوا عزم خلى وشد رحله
- يا نازح الدار كم شجن
- قل للعماد الذي ما ابن العميد
- ألا يا من لعب بالعقول باهى جمالك
- ألا يا درى المُقبّل
- والله ما ريح الصّبَا الذكيِّه
- شابعثَ اليومَ إلى أحبابي سلام
- سقاك صنعا اليمن
- يا حلولا ربى صنعا اليمن
- ما جرى دمعي على خدي يسيل
- كحيل الرنا يا كحيل الرنا
- أعرضنا
- لا واخذ الله أجفانك
- من سفح صنعا قاصده لذهبان
- سَمَحت من ريقها بالسلسبيل
- مال قدِّه فكم شَجِى مشغوف
- شاخلع عذارى بان غذرى
- بالله يا غصن من ذهب
- خطب البلبلُ من فوق الشجر
- يا غزال الحما علامه قل لي
- حبيب بالله ذا الجفا علامه
- مسكين أنا كم أنادى حول ذا النادى
- وإذا الصبي مالك هجرت صبك
- أغيد من الجَنَّه شرد
- قم هات كاس العُقار
- آح منِّى
- جادك المطر
- هذا القميص يا أخّ للبزيه
- خلَى وعدنى بزَورته
- هيج كتابك لوعتي والشجن
- ما للهوى يا قلب غذا تخطّا
- يا خبير ماذا الشدّه
- سبانى راعىَ الحِلّه سبانى
- إن لى شهر فاقد فؤادى
- راعىَ امعلامِه
- يا أحمد ولو كنتَ انا كعهدى
- أيا من أقام شعار الكرام
- ما غفلتك يا زينة العليا
- شافتح عليك باب العتاب

## وفاته
مات بالعر من بلاد الحيمة سنة 1139 هـ الموافق 1727 ميلادي أول السنة؛ وقيل مات مسموماً